# Sex & Violins
Sex & Violins ist das Debütalbum der schwedischen Country-Dance-Band Rednex. Es erschien am 27. Februar 1995 bei Jive Records.

## Entstehung und Veröffentlichung
Die Erstveröffentlichung von Sex & Violins erfolgte am 27. Februar 1995 bei Jive Records. Das Album erschien in seiner Originalausführung als CD mit 13 Titeln. (Katalognummer: 74321 244262). Am 25. April 1995 erschien das Album bei Battery Records erstmals in den Vereinigten Staaten als sogenanntes „Reissue“ unter dem Titel Cotton Eye Joe (Sex & Violins). Diese Ausführung enthält als Bonustitel einen Remix zu Cotton Eye Joe (Katalognummer: 01241-46000-2). Im Folgejahr erschien in Deutschland eine erweiterte Fassung des Albums bei ZYX Music, die um vier Remixe und ein PC-Spiel erweitert wurde (Katalognummer: ZYX 20343-2).
Für die Produktion und das Songwriting wurde ein Team von diversen Musikern verpflichtet, das sich auf den verschiedenen Titeln abwechselte bzw. zusammenarbeitete, darunter namhafte Musiker wie Karl Sandberg (Max Martin) oder auch Dag Volle (Denniz PoP).

## Hintergrund
Nach der Bandgründung konnten Rednex mit ihrer Debütsingle Cotton Eye Joe umgehend weltweite Erfolge verzeichnen. Obwohl die erst in den 2010er-Jahren verwirklichte Vision, eine Musikgruppe mit wechselnder Besetzung aus einer Auswahl von Mitgliedern ins Leben zu rufen, bereits seit Beginn des Musikprojektes bestand, entschied man sich auf Wunsch des Labels letztlich doch für eine klassische feste Aufstellung, mit der auch das erste Album der Band aufgenommen wurde.

## Musik
Das Album ist geprägt von einer für die Band charakteristischen Mixtur aus stereotypen Hillbilly- bzw. Country-Klängen und dem seinerzeit in Europa äußerst beliebten Eurodance. So treffen rapide gespielte Banjos und Fideln häufig auf stampfende, das Tempo angebende Bass Drums. Dabei wird in Musik und Text durch Übertreibung von Wildwestklischees, das Einblenden von cartoonhaften Geräuschen oder absurd ins Groteske driftenden Humor ein hohes Maß an Selbstironie vermittelt. Die beiden Leadstimmen wurden von Mary Joe und Göran Danielsson eingesungen, obwohl letzterer nie offizieller Bestandteil der Band war. Er imitiert dabei auf mehreren Stücken einen Akzent der US-amerikanischen Südstaaten, um dem Image der Band gerecht zu werden.
Allerdings kommt es im Laufe des Albums des Öfteren auch zu mehr oder minder starken Brüchen mit dem Stil. Das Lied mit dem bizarr in die Länge gezogenen Titel The Sad But True Story of Ray Mingus, the Lumberjack of Bulk Rock City, and His Never Slacking Strive to Exploit the So Far Undiscovered Areas of the Intention to Bodily Intercourse from the Opposite Species of His Kind, During Intake of All the Mental Conditions That Could Be Derived from Fermentation verzichtet beispielsweise gänzlich auf elektronische Dance-Elemente und stellt eine reine Uptempo-Countrynummer dar. Mit Wish You Were Here und Rolling Home sind auch zwei ernsthaft vorgetragene, dramatische Balladen zu hören, welche zwar Country-Elemente einbauen, sich jedoch musikalisch an internationalen, zeitgenössischen Popproduktionen orientieren. Diese werden von Mary Joe alleine eingestimmt. Mit Nowhere in Idahoe gibt es einen im Duett eingesungenen Bluegrass-Song, der durch gesprochene Passagen aufgelockert wird, in seinen Strophen und Refrains allerdings vergleichsweise seriös daherkommt. McKenzie Brothers übernimmt die Struktur eines mit Musik unterlegten Hörspiels, wobei die Untermalung ruhiger, atmosphärischer und natürlicher klingt als der Rest des Albums.

## Artwork
Das Frontcover von Sex & Violins zeigt einen auf einem Holzboden stehenden Nachttopf, in den gerade eine Person uriniert, von der nur die Schuhe im Bild zu sehen sind. Im Harn sind digital die Gesichter der Bandmitglieder eingefügt, von denen bis auf Mary Joe alle Grimassen schneiden. Darüber steht in weißen Lettern der Name der Gruppe, unterhalb wesentlich kleiner der Titel des Albums.
In der Deluxe Edition sind der Boden und die Schuhe blau eingefärbt, und beide Schriftzüge sind in rot umrandetem Gelb hervorgehoben. In einem zusätzlichen Kreis in selber Farbgebung werden zwei Bonustracks des Albums angepriesen, in Rot wird auf dem Nachttopf auf das Bonusspiel hingewiesen.
Das Cover von Cotton Eye Joe (Sex & Violins) bebildert zwei durch Hitzeflimmern verzerrte Kakteen in einer Wüstenlandschaft, während im Hintergrund ein Gebirge zu sehen ist. Anders als auf der internationalen Version des Albums wird auf dieser Edition das von der Cotton Eye Joe-Single bekannte Logo der Band verwendet. Es ist im Stile eines in rot und weiß bemalten Holzschildes gehalten und befindet sich in der oberen, rechten Ecke. Direkt darunter steht quer über das Cover der Albumtitel in schattiertem Weiß. Auf einem roten Banner in der rechten, unteren Ecke wird der Titelsong der Edition angepriesen.

## Titelliste
| Nr. | Titel | Länge |
| --- | --- | ----- |
| 1.  | Cotton Eye Joe | 3:11  |
| 2.  | Hittin’ the Hay | 3:18  |
| 3.  | Riding Alone | 3:26  |
| 4.  | Wish You Were Here | 3:56  |
| 5.  | Mary Lou | 3:34  |
| 6.  | Old Pop in an Oak | 3:32  |
| 7.  | Nowhere in Idaho | 4:04  |
| 8.  | The Sad But True Story Of Ray Mingus, The Lumberjack Of Bulk Rock City, And His Never Slacking Stribe In Exploiting The So Far Undiscovered Areas Of The Intention To Bodily Intercourse From The Opposite Species Of His Kind, During Intake Of All The Mental Condition That Could Be Derived From Fermentation | 2:21  |
| 9.  | Fat Sally Lee | 3:17  |
| 10. | Shooter | 3:44  |
| 11. | McKenzie Brothers | 4:28  |
| 12. | Rolling Home | 4:18  |
| 13. | Wild ’n Free | 3:40  |

| Nr. | Titel | Länge |
| --- | --- | ----- |
| 1.  | Cotton Eye Joe | 3:11  |
| 2.  | Hittin’ the Hay | 3:18  |
| 3.  | Riding Alone | 3:26  |
| 4.  | Wish You Were Here | 3:56  |
| 5.  | Mary Lou | 3:34  |
| 6.  | Old Pop in an Oak | 3:32  |
| 7.  | Nowhere in Idaho | 4:04  |
| 8.  | The Sad But True Story Of Ray Mingus, The Lumberjack Of Bulk Rock City, And His Never Slacking Stribe In Exploiting The So Far Undiscovered Areas Of The Intention To Bodily Intercourse From The Opposite Species Of His Kind, During Intake Of All The Mental Condition That Could Be Derived From Fermentation | 2:21  |
| 9.  | Fat Sally Lee | 3:17  |
| 10. | Shooter | 3:44  |
| 11. | McKenzie Brothers | 4:28  |
| 12. | Rolling Home | 4:18  |
| 13. | Wild ‘n Free | 3:40  |
| 14. | Cotton Eye Joe (Slide to the Side Mix) | 4:14  |

| Nr. | Titel | Länge |
| --- | --- | ----- |
| 1.  | Cotton Eye Joe | 3:11  |
| 2.  | Hittin’ the Hay | 3:18  |
| 3.  | Riding Alone | 3:26  |
| 4.  | Wish You Were Here | 3:56  |
| 5.  | Mary Lou | 3:34  |
| 6.  | Old Pop in an Oak | 3:32  |
| 7.  | Nowhere in Idaho | 4:04  |
| 8.  | The Sad But True Story Of Ray Mingus, The Lumberjack Of Bulk Rock City, And His Never Slacking Stribe In Exploiting The So Far Undiscovered Areas Of The Intention To Bodily Intercourse From The Opposite Species Of His Kind, During Intake Of All The Mental Condition That Could Be Derived From Fermentation | 2:21  |
| 9.  | Fat Sally Lee | 3:17  |
| 10. | Shooter | 3:44  |
| 11. | McKenzie Brothers | 4:28  |
| 12. | Rolling Home | 4:18  |
| 13. | Wild ‘n Free | 3:40  |
| 14. | The Ultimate Rednex Megamix (Old Pop in an Oak, Wish You Were Here, Cotton Eye Joe, Riding Alone, Fat Sally Lee, Wild ‘N Free) | 5:45  |
| 15. | Rolling Home (New Version) | 4:41  |
| 16. | Old Pop in an Oak (DJ Cerla + Moratto Remix) | 5:08  |
| 17. | Old Pop in an Oak (West Side Story) | 3:30  |
| 18. | Hieroglyph (PC-Game) (Multimedia Part) |       |

## Singleauskopplungen
Aus dem Album wurden sechs Singles ausgekoppelt: Cotton Eye Joe, Old Pop in an Oak, Wish You Were Here, Wild ’n Free, Rolling Home und Riding Alone. Die ersten drei Songs waren große kommerzielle Erfolge im europäischen Raum und konnten in einigen Ländern die Spitzenposition der Charts erreichen; unter anderem befanden sich alle drei unter den zehn erfolgreichsten Liedern des Jahres 1995 in Österreich, welche von Wish You Were Here und Old Pop in an Oak angeführt wurde. Besonders Cotton Eye Joe wurde ein internationaler Megaseller, der sich in einer Vielzahl an Ländern die Höchstplatzierung sichern konnte, und schaffte es als einzige Veröffentlichung der Gruppe, eine Position in den US-amerikanischen Charts zu ergattern (auf Platz 25).
Wild ‘n Free und Rolling Home waren im Vergleich moderate Erfolge, Riding Alone bewies sich als einzige Single des Albums weltweit nicht in den Hitparaden.
Singles in den Charts

| Jahr | Titel Album                      | Höchstplatzierung, Gesamtwochen, AuszeichnungChartplatzierungen (Jahr, Titel, Album, Platzierungen, Wochen, Auszeichnungen, Anmerkungen) | Höchstplatzierung, Gesamtwochen, AuszeichnungChartplatzierungen (Jahr, Titel, Album, Platzierungen, Wochen, Auszeichnungen, Anmerkungen) | Höchstplatzierung, Gesamtwochen, AuszeichnungChartplatzierungen (Jahr, Titel, Album, Platzierungen, Wochen, Auszeichnungen, Anmerkungen) | Höchstplatzierung, Gesamtwochen, AuszeichnungChartplatzierungen (Jahr, Titel, Album, Platzierungen, Wochen, Auszeichnungen, Anmerkungen) | Höchstplatzierung, Gesamtwochen, AuszeichnungChartplatzierungen (Jahr, Titel, Album, Platzierungen, Wochen, Auszeichnungen, Anmerkungen) | Höchstplatzierung, Gesamtwochen, AuszeichnungChartplatzierungen (Jahr, Titel, Album, Platzierungen, Wochen, Auszeichnungen, Anmerkungen) | Anmerkungen                             |
| Jahr | Titel Album                      | DE | AT | CH | UK | US | SE | Anmerkungen                             |
| ---- | -------------------------------- | --- | --- | --- | --- | --- | --- | --------------------------------------- |
| 1994 | Cotton Eye Joe Sex & Violins     | DE1 ×2Doppelplatin · (30 Wo.)DE | AT1 Platin · (26 Wo.)AT | CH1 Platin · (33 Wo.)CH | UK1 Platin · (14 Wo.)UK | US25 Gold · (20 Wo.)US | SE1 Platin · (26 Wo.)SE | Erstveröffentlichung: 12. August 1994   |
| 1994 | Old Pop in an Oak Sex & Violins  | DE2 Platin · (20 Wo.)DE | AT1 Platin · (18 Wo.)AT | CH2 Gold · (24 Wo.)CH | UK12 (3 Wo.)UK | — | SE1 (16 Wo.)SE | Erstveröffentlichung: 17. November 1994 |
| 1995 | Wish You Were Here Sex & Violins | DE1 Platin · (29 Wo.)DE | AT1 Gold · (27 Wo.)AT | CH1 Gold · (30 Wo.)CH | — | — | SE3 (22 Wo.)SE | Erstveröffentlichung: 6. Mai 1995       |
| 1995 | Wild ’n Free Sex & Violins       | DE18 (12 Wo.)DE | AT12 (11 Wo.)AT | CH24 (8 Wo.)CH | — | — | SE37 (1 Wo.)SE | Erstveröffentlichung: 4. September 1995 |
| 1995 | Rolling Home Sex & Violins       | DE42 (7 Wo.)DE | AT18 (9 Wo.)AT | — | — | — | SE32 (6 Wo.)SE | Erstveröffentlichung: 5. Dezember 1995  |

## Kommerzieller Erfolg

### Chartplatzierungen
Sex & Violins avancierte zum Nummer-eins-Album in der Schweiz. Darüber hinaus erreichte es Top-10-Platzierungen in Norwegen und Österreich (je Rang 2), Schweden (Rang 3) oder auch Deutschland (Rang 4).
1995 belegte das Album Rang sieben der Schweizer Single-Jahrescharts sowie Rang 16 in Österreich und Rang 17 in Deutschland.
| ChartsChartplatzierungen       | Höchstplatzierung | Wochen |
| ------------------------------ | ----------------- | ------ |
| Deutschland (GfK)              | 4 (38 Wo.)        | 38     |
| Österreich (Ö3)                | 2 (29 Wo.)        | 29     |
| Schweden (GLF)                 | 3 (23 Wo.)        | 23     |
| Schweiz (IFPI)                 | 1 (34 Wo.)        | 34     |
| Vereinigte Staaten (Billboard) | 68 (12 Wo.)       | 12     |

| ChartsJahrescharts (1995) | Platzierung |
| ------------------------- | ----------- |
| Deutschland (GfK)         | 17          |
| Österreich (Ö3)           | 16          |
| Schweiz (IFPI)            | 7           |

### Auszeichnungen für Musikverkäufe
Das Album verkaufte sich laut Schallplattenauszeichnungen über 1,1 Millionen Mal, dafür erhielt es unter anderem in Finnland, Kanada, Norwegen, Österreich oder auch der Schweiz Platinauszeichnungen.
| Land/Region        | Auszeichnungen für Musikverkäufe (Land/Region, Auszeichnung, Verkäufe) | Verkäufe  |
| ------------------ | ---------------------------------------------------------------------- | --------- |
| Deutschland (BVMI) | Gold                                                                   | (250.000) |
| Europa (IFPI)      | Platin                                                                 | 1.000.000 |
| Finnland (IFPI)    | Platin                                                                 | (62.213)  |
| Kanada (MC)        | Platin                                                                 | 100.000   |
| Neuseeland (RMNZ)  | Gold                                                                   | 7.500     |
| Norwegen (IFPI)    | Platin                                                                 | (50.000)  |
| Österreich (IFPI)  | Platin                                                                 | (50.000)  |
| Schweden (IFPI)    | Gold                                                                   | (50.000)  |
| Schweiz (IFPI)     | Platin                                                                 | (50.000)  |
| Insgesamt          | 3× Gold · 6× Platin ·                                                  | 1.107.500 |